# Barabás Ábel
Barabás Ábel (Verespatak, 1877. augusztus 19. – Kolozsvár, 1915. június 5.) magyar irodalomtörténész, tanár, eszperantista. Az első magyar nyelvű eszperantó nyelvkönyv szerzője.

## Élete, munkássága
Felsőfokú tanulmányait a kolozsvári egyetemen végezte, 1903-ban doktori vizsgát tett. A kolozsvári unitárius gimnáziumban kapott tanári állást. Közben a kolozsvári nemzeti színháznál dramaturgként működött. Többször utazott Nyugat-Európába, hosszabb ideig Weimarban tartózkodott.
Fiatalon bekapcsolódott az eszperantó mozgalomba, s írt egy kitűnő eszperantó nyelvkönyvet magyarok számára, kötetéhez bevezetést írt Szentkatolnai Bálint Gábor. E nyelvkönyvvel belépett azon úttörő eszperantisták sorába, akik a humanizmus talaján állva egy egységes mesterséges nyelvet kínáltak az emberiség számára. A magyar eszperantó mozgalom három nagy úttörője, Szentkatolnai Bálint Gábor és Barabás Ábel kolozsváriak és Lengyel Pál (nyomdász) szekszárdi lakos szinte egy időben (1897) jelentek meg a nemzetközi eszperantó mozgalomban, egy évtizeddel Zamenhof első eszperantó nyelvkönyvének megjelenése (1887) után.
Irodalomtörténeti tanulmányaiban Johann Wolfgang von Goethe, Petőfi Sándor és Vas Gereben munkásságával foglalkozott. Közreműködött Vas Gereben összes munkáinak kiadásában. Professzorának, Meltzel Hugónak Petőfi tanulmányait adta közre a Petőfi Könyvtár sorozatban. Turgenyev, Csehov műveit fordította magyarra.

## Művei (válogatás)

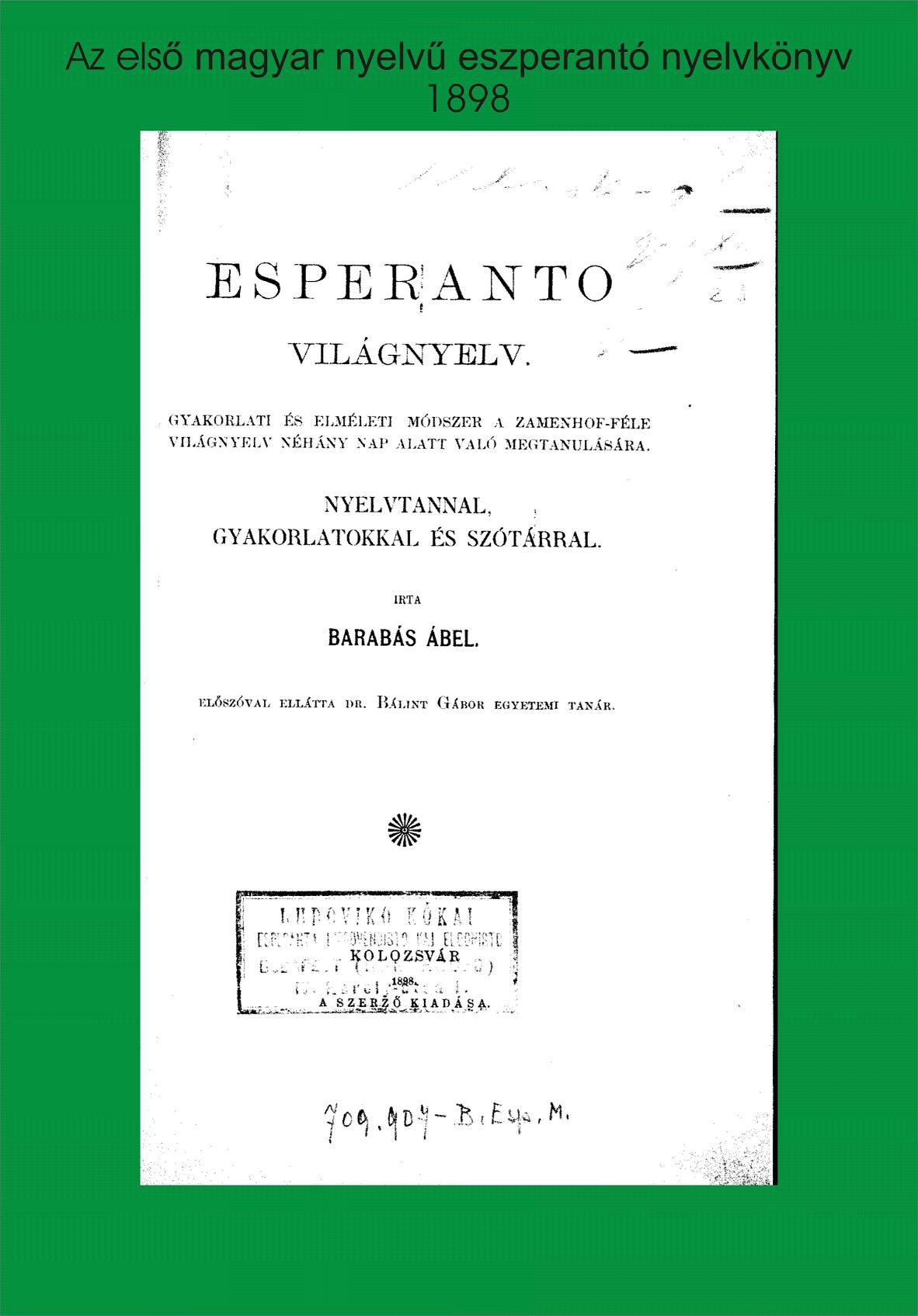

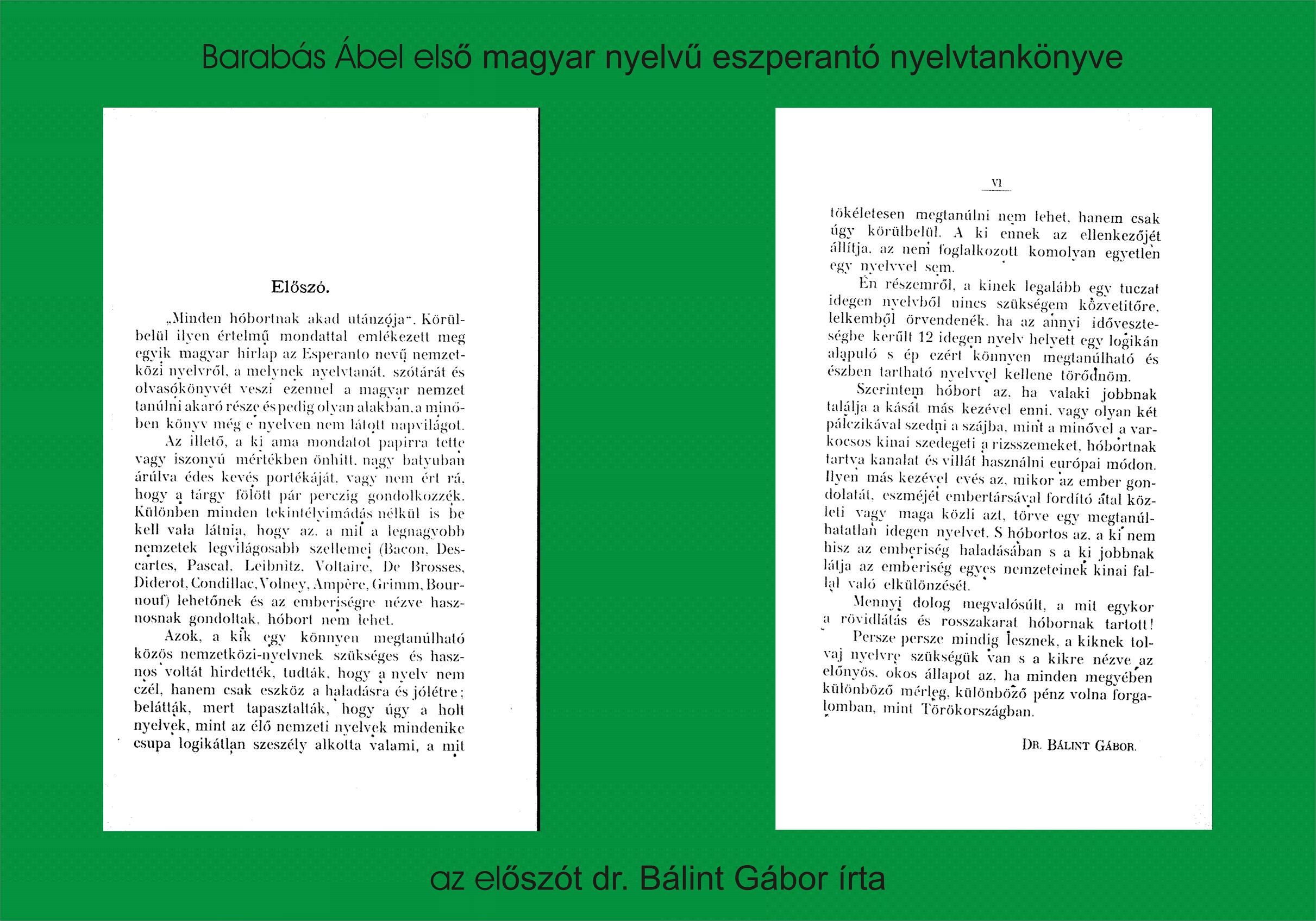
Szentkatolnai Bálint Gábor előszava Barabás Ábel első eszperantó nyelvtankönyvéhez (1898)

### Nyelvkönyv
- Esperanto világnyelv : Gyakorlati és elméleti módszer a Zamenhof-féle világnyelv néhány nap alatt való megtanulására : Nyelvtannal, gyakorlatokkal és szótárral / írta Barabás Ábel ; előszóval ellátta szentkatolnai Bálint Gábor. Kolozsvár : Barabás Ábel, 1898. VI, 203 p.